# غوردون سميث (لاعب كرة قدم بريطاني)
غوردون سميث (بالإنجليزية: Gordon Smith)‏ (29 سبتمبر 1954 في المملكة المتحدة - ) هو لاعب كرة قدم بريطاني في مركز الهجوم. شارك مع منتخب اسكتلندا تحت 21 سنة لكرة القدم. أما مع النوادي، فقد لعب مع أدميرا فاكر مودلينغ وأولدهام أثلتيك وبرايتون أند هوف ألبيون ومانشستر سيتي ونادي بازل ونادي رينجرز ونادي كيلمارنوك ونادي ستيرلينغ ألبيون.

## وصلات خارجية
- غوردون سميث على موقع قاعدة بيانات كرة القدم.إي يو (الإنجليزية)